# Pud smrti

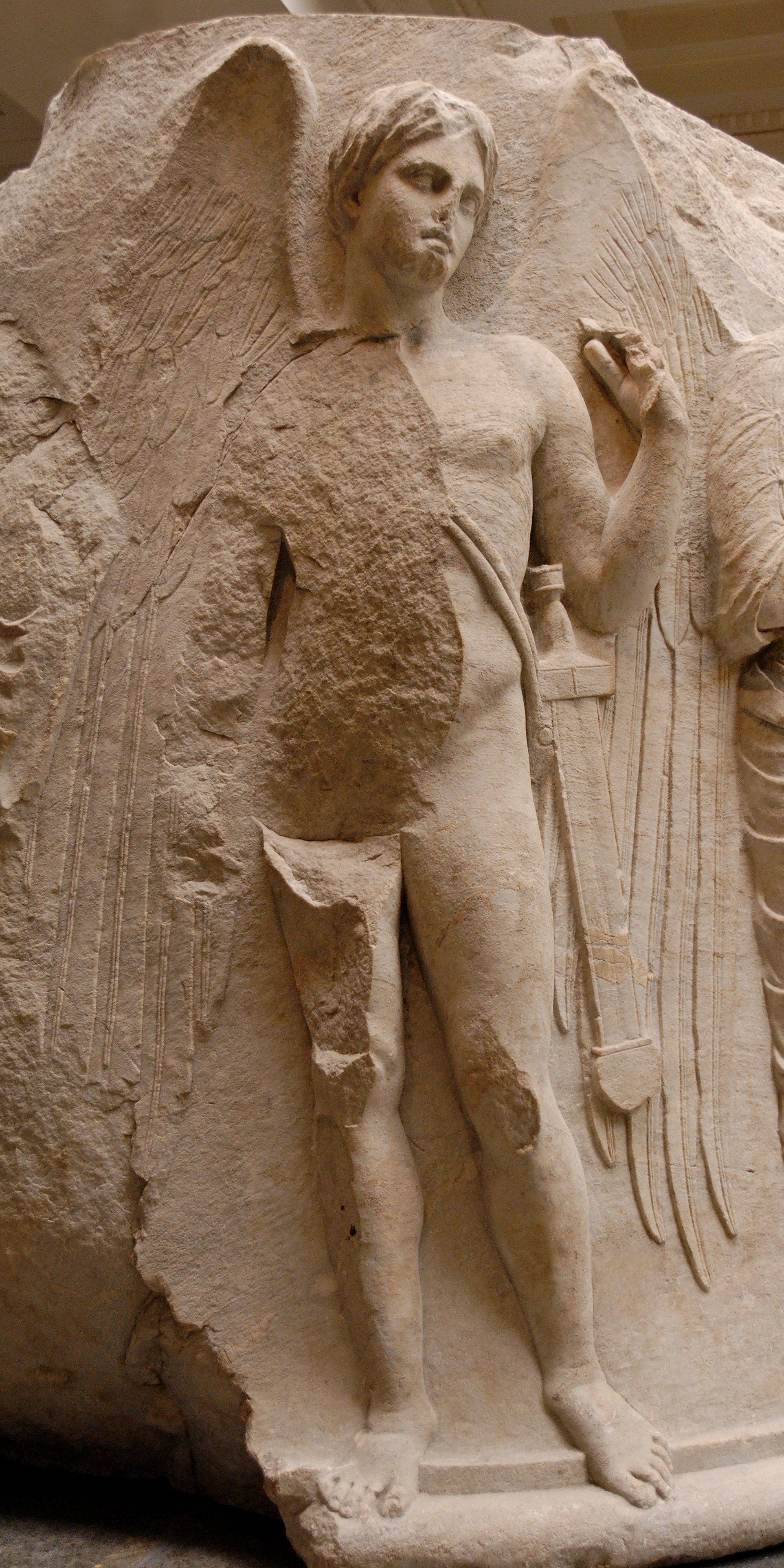
Řecký bůh smrti Thanatos

Pud smrti, někdy nazývaný jako Thanatos, se vyznačuje agresivitou a destruktivní tendencí proti sobě samotnému nebo vůči ostatním. Může se projevovat sadismem nebo masochismem. Podle Sigmunda Freuda, zakladatele psychoanalýzy, je to jeden z hlavních pudů, stejně jako pud života (Erós), který má ve své psychice každý člověk. Přesto, že oba tyto pudy jdou proti sobě a bojují spolu, zároveň se vzájemně prolínají a kombinují. Jejich souboj nakonec ukončuje smrt jednotlivce, čímž Thanatos vítězí nad Erósem. Protože všechny pudy vyvěrají z nevědomého id, snaží se je korigovat převážně vědomé ego a superego. Koncepci pudu smrti Freud představil v roce 1920 po zkušenostech z první světové války. Zabývali se jím mimo jiné také francouzský psychoanalytik Jacques Lacan a rakouská psycholožka Melanie Kleinová.